# Aeneator portentosus
Aeneator portentosus is een soort in de klasse van de Gastropoda (Slakken).
Het dier komt uit het geslacht Aeneator en behoort tot de familie Buccinidae. Aeneator portentosus werd in 2008 beschreven door Fraussen & Sellanes.